# Santa Rosa del Aguaray
Santa Rosa del Aguaray  es un distrito paraguayo situado al noreste del departamento de San Pedro. Su núcleo urbano se encuentra localizado a unos 250 km de Asunción. Fue una localidad integrante de Nueva Germania hasta que en 2002 logró su separación y se convirtió en un distrito. Su actividad económica se basa en la agricultura y ganadería.

## Toponimia
Su nombre es en homenaje a Santa Rosa de Lima, quien además es patrona de la localidad. "Del Aguaray" se atribuye al río Aguaray Guazú que recorre gran parte del distrito.

## Geografía
En la zona este de la región, los terrenos son altos y boscosos, regados por abundantes cursos de agua, en esta zona se encuentra la Reserva Ecológica Laguna Blanca, considerada por los especialistas en medioambiente que deben ser preservadas, en el marco del respeto a la biodiversidad; su riqueza ecológica es inmensa.
Limita al norte con el Nueva Germania; al sur con Resquín y Lima, separados por el Río Aguaray Guazú; al oeste con Nueva Germania; y al este con el Departamento de Amambay.

### Hidrografía
Bañado por el río Aguaray Guazú, navegable para embarcaciones pequeñas, pero constituye recursos hídricos de alto valor, también se encuentra el Río Verde, además dispone de varios arroyos diseminados por toda la región que facilita el riego natural de sus tierras, así como los arroyos; Verde, Empalado, Mbói, Tujuti, ambos son afluentes del río Aguara Guazú.

### División Política
Territorialmente está formada por varias localidades, entre ellas sobresalen la misma Ciudad de Santa Rosa del Aguaray,  Pedro Giménez, Santa Bárbara, Yaguareté Forest, Aguerito y Curupayty

### Clima
Es húmedo y lluvioso, la humedad relativa es del 70 al 80%. La media es de 23 °C, la máxima en verano es de 35 °C y la mínima de 10 °C. En cuanto a las precipitaciones habrá que resaltar que asciende normalmente a 1.300 mm/año, en el mes de febrero se registran las mayores precipitaciones y el mes de julio es el menos precipitado.

### Área Protegida
En este distrito se encuentra el área protegida de nominada “Laguna Blanca” de una extensión aproximada de 30.000 ha, hacia el extremo nordeste, ricas en sabanas y bosques típicos de la selva central al igual que humedales.
Aquí se encuentra la Laguna Blanca, un espejo de agua, considerado como uno de los pocos lagos verdaderos del Paraguay, con una profundidad de más de 7 m, agua cristalina y playa de arena blanca.
Alojamiento solo en área de campin. Los visitantes desarrollan actividades propias de un establecimiento agropecuario, paseos en canoas, con carreta y a caballo, playa, natación, snorkel, y buceo, vóley, y fútbol de playa, y observación de la vida silvestre. Un lugar ideal para el descanso y disfrute de la naturaleza. 
En 2008, la totalidad de la superficie está en manos privadas y está sometida al uso agropecuario y a la tala selectiva de los árboles, a la cacería y a la extracción de productos silvestres. En la región aún se pueden encontrar ejemplares de especies consideradas en peligro crítico de extinción.

## Demografía
Santa Rosa del Aguaray cuenta con 39 643 habitantes, según datos oficiales del censo paraguayo de 2022.

## Economía
Su suelo es apto para la agricultura, la horticultura, para el cultivo de naranja; agria y dulce, de banana, de Girasol, Mandioca, pomelo, trigo. Y otros productos, cítricos, maní, algodón, tabaco, caña de azúcar, sésamo, cedrón Paraguay, soja, papa, alfalfa. La población también se dedica a la Pesca.

## Infraestructura

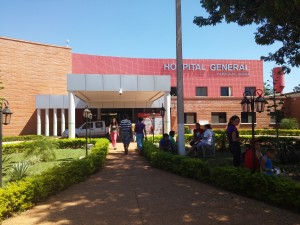
Hospital General de Santa Rosa del Aguaray

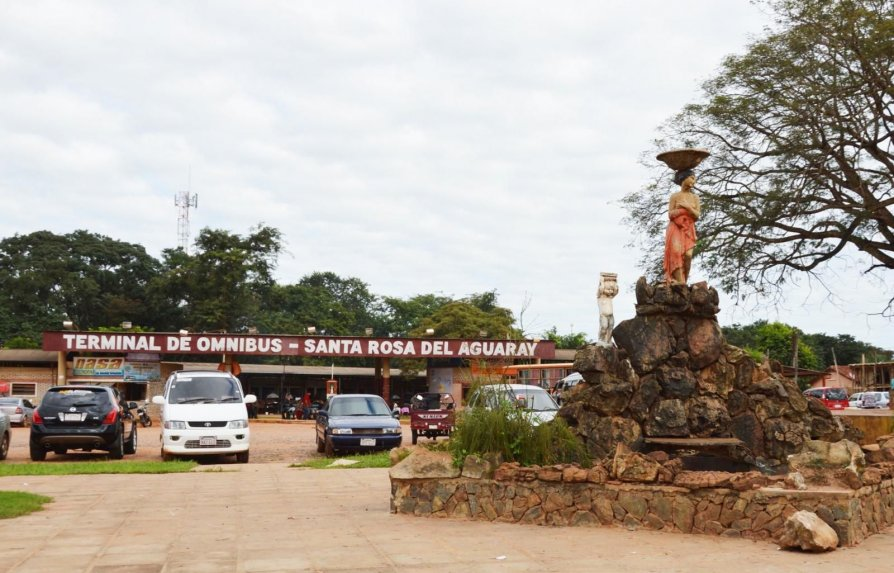
Terminal de Omnibus

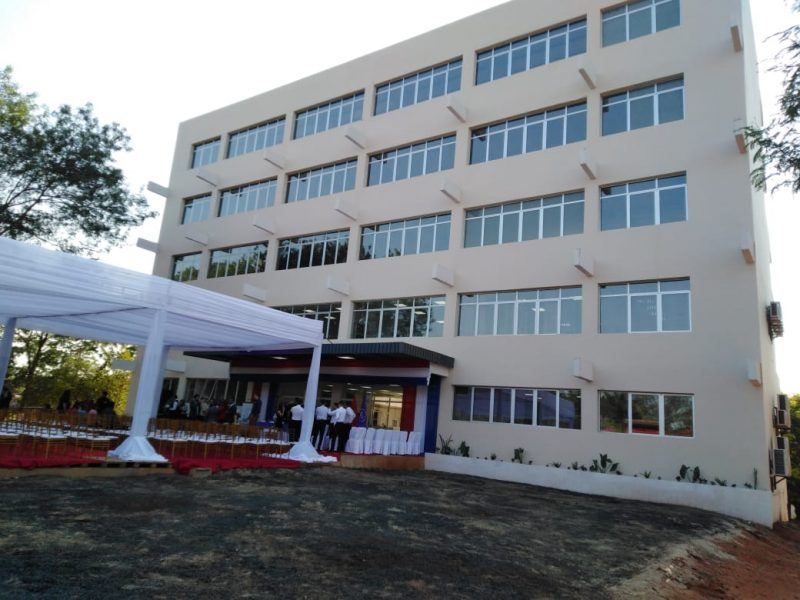
Facultad de Ciencias Médicas UNA Filial Santa Rosa del Aguaray

Se accede a este distrito por la Ruta PY08, que lo comunica con los otros departamentos y con la ciudad de Asunción. La Ruta PY11 la une con Capitán Bado. Las demás rutas se encuentran sin pavimento, los caminos carecen totalmente de algún tipo de pavimentación. Pocas rutas del distrito están pavimentadas, la mayoría se divide en caminos de tierra y terraplenes.
Actualmente este distrito cuenta con servicios de transporte público, nacionales, internacionales, interdistritales. Son servicios periódicos hasta las principales ciudades del país, Asunción, Capitán Bado, Ciudad del Este, Pedro Juan Caballero, y en países como Brasil, Argentina, y Chile.
En materia de telecomunicaciones, la mayor parte de la población posee servicios de telefonía móvil con conexión 4G. También cuentan con sistemas satelitales de televisión.

### Salud
El Hospital General de Santa Rosa del Aguaray es uno de los mejores en cuanto a infraestructura del departamento de San Pedro, construido gracias al aporte de la Cooperación Internacional de Corea (KOICA) con el Ministerio de Salud Pública.
Posee una capacidad instalada de 100 camas para internación. El promedio de ocupación es de 70, por lo tanto, se mantiene un rango de 30 camas para dar atención ante cualquier tipo de emergencia.
Todas las salas de internación poseen ventiladores y acondicionadores de aire. La limpieza de las mismas se realiza cada 4 horas y se tiene un registro (planillas) de limpiezas realizadas, que son firmados por los coordinadores de enfermería una vez chequeada su realización.
En consultorios (área ambulatoria) se cuenta con los servicios y especialidades de traumatología, urología, clínica médica, neurología, neumología, odontología, ginecología, cirugía, nutrición, rehabilitación física, neonatología, pediatría y psicología. Para la atención, se dispone de 15 consultorios, con la iluminación adecuada y acondicionadores de aire.
La admisión de pacientes ambulatorios se realiza mediante la emisión de números a las 06:00 y a las 11:00, de lunes a viernes. Luego de retirar los números, los pacientes aguardan sentados en los bancos y se inicia el llamado vía altavoz para el registro y llenado de fichas para luego ser atendidos.
La admisión de urgencia se realiza utilizando la técnica de “triage”, que permite la clasificación entre pacientes que requieren atención inmediata de los que no corren riesgo vital. Se dispone de un sector para RAC (Recepción, Acogida y Clasificación). Es importante señalar que el área de urgencias pediátricas se encuentra separada del área de adultos.

### Transporte
Cuenta con un terminal de ómnibus en el centro mismo de la ciudad, se sitúa sobre la Ruta PY08, en el empalme con la Ruta PY11. Por su ubicación estratégica, se cree que puede llegar a ser una estación de autobuses importante y punto medio para unir las ciudades de Pedro Juan Caballero, Concepción, Capitán Bado y Antequera.

### Educación
Para el nivel terciario y/o Universitario, cuenta con universidades que ofrecen distintas carreras tales como: Derecho, Contabilidad, Administración de empresas, Psicología, Criminología, entre otros.
La Facultad de Ciencias Médicas de la UNA opera desde 2014, y es la única filial. En los últimos años se ha convertido en una referencia de la Educación en la ciudad. Actualmente cuenta con la carrera de Medicina y Cirugía, esto atrajo a muchos jóvenes de varias ciudades del país situando al Distrito como una ciudad universitaria.